# Wolfwalkers
Wolfwalkers é um filme animado de fantasia e de aventura dirigido por Tomm Moore e Ross Stewart. O filme é a terceira e última parcela da "Trilogia Folclórica Irlandesa" de Moore, seguindo seus filmes anteriores O Segredo de Kells (2009) e Canção do Mar (2014). Uma co-produção internacional liderada por Cartoon Saloon e Mélusine Productions, o filme estreou no Festival Internacional de Cinema de Toronto 2020 em 12 de setembro e foi lançado teatralmente no Reino Unido em 26 de outubro, nos Estados Unidos e no Canadá em 13 de novembro e na Irlanda em 2 de dezembro. Foi lançado digitalmente na Apple TV+ em 11 de dezembro de 2020 para elogios da crítica.
Wolfwalkers segue a história de Robyn Goodfellowe, uma jovem aprendiz de caçadora que chega à Irlanda com seu pai durante uma época de superstição e magia para acabar com a última matilha de lobos. Enquanto explora as terras proibidas fora das muralhas da cidade, Robyn faz amizade com uma garota de espírito livre, Mebh, um membro de uma tribo misteriosa que dizem ter a habilidade de se transformar em lobos durante a noite. Enquanto procuram a mãe desaparecida de Mebh, Robyn descobre um segredo que a atrai ainda mais para o mundo encantado dos Wolfwalkers e corre o risco de se transformar na mesma coisa que seu pai tem o dever de destruir.
O filme é estrelado pelas vozes de Honor Kneafsey, Eva Whittaker, Sean Bean, Simon McBurney, Maria Doyle Kennedy, Tommy Tiernan, Jon Kenny e John Morton. Foi indicado ao BAFTA Awards de Melhor Filme de Animação, ao Globo de Ouro de Melhor Filme de Animação e ao Oscar de Melhor Filme de Animação.

## Enredo
Na Irlanda em 1650, os residentes da cidade de Kilkenny estão trabalhando para limpar a floresta próxima sob as ordens do autoritário Lorde Protetor Oliver Cromwell, colocando-os em conflito com uma matilha de lobos . O caçador inglês Bill Goodfellowe, com sua filha rebelde Robyn, foi convocado a Kilkenny pelo Lorde Protetor para exterminar os lobos . Querendo ajudar Bill, Robyn o segue secretamente para fora da cidade com seu falcão de estimação, Merlyn. Depois de atirar acidentalmente em Merlin com sua besta enquanto tentava matar um lobo, Robyn observa uma garota misteriosa levá-lo para a floresta e os segue. Ao encontrar Merlin, milagrosamente curado, um jovem lobo a coloca em uma armadilha. Quando o lobo liberta Robyn, ela tenta lutar contra ele, fazendo com que ele a morda. Merlin e o lobo levam Robyn para a cova dos lobos, onde ela descobre que o lobo é a mesma garota de antes. A menina, Mebh, explica que é uma “wolfwalker”, cujo espírito se transforma em lobo quando ela dorme. Robyn torna-se amiga de Mebh e também descobre que o espírito adormecido de sua mãe Moll ainda não voltou em sua busca por um novo lar para sua matilha. Voltando para casa, Robyn tenta convencer Bill da existência de wolfwalkers, mas ele a repreende por ter ido para a floresta.
Na manhã seguinte, enquanto trabalhava na copa por ordem do Lorde Protetor, Robin é atraído para seus aposentos por uma voz misteriosa vinda de uma gaiola escondida, mas é conduzido para fora pela empregada doméstica. Naquela noite, enquanto ela dorme, Robyn descobre que sua alma deixou seu corpo e se tornou um lobo como resultado da mordida de Mebh, transformando-a em uma wolfwalker. Robyn retorna para a floresta onde Mebh a ajuda a se acostumar com sua nova forma. Ao retornar para Kilkenny, Robyn se infiltra na mansão do Lorde Protetor. Ela encontra Moll dentro da gaiola, que diz a Robyn que Mebh e a matilha devem deixar a floresta, pois o Lorde Protetor está planejando queimá-la para eliminá-los. O Lorde Protetor, buscando restaurar o controle da cidade, garante aos habitantes da cidade que pode domar o lobo que capturou e, por extensão, a própria natureza. Ele ignora os apelos de Robyn para deixar Moll ir e rebaixa Bill a um soldado de infantaria por não conseguir eliminar os lobos.
Temendo a separação um do outro, Robyn e Bill cuidam de seus deveres. Mebh, tendo esperado Robyn retornar em uma promessa da noite anterior, entra em Kilkenny. Ela encontra Robyn, que tenta retransmitir o aviso de sua mãe, mas Mebh, magoado com a recusa de Robyn em ajudar a resgatar sua mãe por preocupação com sua segurança, resolve fazer isso sozinha. O Lorde Protetor apresenta o Moll capturado aos habitantes da cidade. Um enfurecido Mebh tenta libertá-la, e quando Bill a restringe, Moll o morde. Mebh foge, mas ela jura voltar com sua matilha para resgatar sua mãe. O Lorde Protetor ordena que Bill mate Moll e lidera seu exército para queimar a floresta. Robyn protege Moll de Bill, então a liberta e a reúne com Mebh antes que ela e sua matilha possam atacar Kilkenny, ganhando o perdão de Mebh. Bill os segue e atira uma flecha em Moll, fazendo com que a forma de lobo de Moll se torne um espírito e retorne à sua forma humana na toca, com Robyn, Mebh e os lobos seguindo-a. O Lorde Protetor e seu exército chegam e começam a arrasar a floresta. Enquanto Mebh trabalha para curar Moll gravemente ferido, Robyn e a matilha paralisam os soldados. Mebh convoca Robyn e sua mochila de volta, percebendo que ela precisa deles presentes para curar Moll, mas Robyn fica inconsciente após desativar o canhão do exército. Antes que o Lorde Protetor possa matá-la, Bill, devido à mordida de Moll, se torna um wolfwalker para proteger Robyn e domina o Lorde Protetor em sua forma de lobo. Em vez de deixar Bill matá-lo, o Lorde Protetor comete suicídio caindo em um abismo.
Robyn e Bill voltam para a toca e ajudam Mebh a reviver Moll, e aceitam seu convite para ficar com a matilha e abraçar suas novas identidades como wolfwalkers. Mais tarde, eles partiram para o oeste com sua mochila para encontrar um novo lar.

## Elenco de voz
- Honor Kneafsey como Robyn Goodfellowe, uma jovem caçadora aprendiz e filha de Bill.
- Eva Whittaker como Mebh Óg MacTíre, uma aventureira wolfwalker e filha de Moll.
- Sean Bean como Bill Goodfellowe, um caçador e pai de Robyn.
- Tommy Tiernan como Seán Óg, um lenhador que acredita na existência dos wolfwalkers depois que eles o curam.
- Maria Doyle Kennedy como Moll MacTíre, uma wolfwalker, a líder da matilha e mãe de Mebh.
- Simon McBurney como Oliver Cromwell, "O Senhor Protetor"
- Jon Kenny como Ned Stringy
- John Morton como Stumpy
- Paul Young como Fazendeiro de ovelhas
- Nora Twomey como Bridget, a governanta chefe da copa do Lorde Protetor.
- Oliver McGrath como Padraig, um jovem valentão da cidade de Kilkenny.
- Niamh Moyles como Peixeiro

## Produção
Em 8 de setembro de 2018, a Apple adquiriu os Wolfwalkers de Tomm Moore e Ross Stewart a partir de um roteiro de Will Collins. O filme é um conceito original criado por Moore e Stewart, e sua animação usa um estilo 2D único, alternando entre uma estética de blocos de madeira e um trabalho de linhas expressivas soltas.

### Música
Colaboradores frequentes de Moore, Bruno Coulais e o grupo folk Kíla, forneceram a trilha sonora original do filme. A cantora e compositora norueguesa Aurora contribuiu para a trilha sonora com uma versão regravada de seu single "Running with the Wolves".

## Lançamento
O filme teve sua estreia mundial no Festival Internacional de Cinema de Toronto de 2020 em 12 de setembro.
Foi lançado nos cinemas em 26 de outubro do mesmo ano pela Wildcard Distribution no Reino Unido e em 13 de novembro pela GKIDS nos Estados Unidos e Canadá.
A Child Film o distribui no Japão e a Value & Power Culture Communications fará a distribuição na China.
O lançamento nos cinemas na Irlanda foi planejado para o mesmo dia do Reino Unido, mas foi adiado para o final do ano devido ao fechamento forçado de cinemas em todo o país por causa da pandemia COVID-19. Em vez disso, foi lançado em 2 de dezembro.
O filme estreou na Apple TV+ em 11 de dezembro, e mais tarde foi lançado nos cinemas na França em 16 de dezembro pela Haut et Court. Em março, o Deadline anunciou que Wolfwalkers seria relançado em cinemas selecionados na América do Norte, começando em 19 de março de 2021 com o Angelika Film Center em Nova York.

## Recepção

### Bilheteria
Em dezembro de 2020, Wolfwalkers arrecadou 229,041 dólares em bilheteria a nível global. A bilheteria norte-americana ainda não foi revelada.

### Resposta crítica
No Rotten Tomatoes, 99% de 152 resenhas são positivas para o filme, e a avaliação média é de 8,70/10. O consenso da crítica no site diz: "Uma aventura hipnotizante de inspiração celta, Wolfwalkers oferece uma fantasia etérea épica combinada com filosofias profundas e trabalho de voz estelar." No Metacritic, o filme tem uma pontuação média ponderada de 87 em 100, com base em 28 avaliações, indicando "aclamação universal".
Sam Adams, da Slate, considerou este o melhor filme de animação do ano até hoje, observando algumas fraquezas no tom incompatível, mas escrevendo longamente sobre a beleza e a habilidade técnica da animação. Peter Debruge, da Variety, escreveu: "Na década desde Kells, não são apenas os avanços tecnológicos que tornam o último de Moore tão impressionante, mas também as conversas culturais que mudam rapidamente. Ele reúne tudo emprestado de influências visuais atemporais, deixando o público com outra obra de arte impressionante para todos os tempos."

### Prêmios e indicações
Metacritic resumiu várias listas dos principais críticos de fim de ano e classificou Wolfwalkers em 26º lugar geral. A pesquisa do IndieWire com 231 críticos incluiu Wolfwalkers em seus Melhores Filmes de 2020, ficando em 32º lugar.

## Futuro
Durante uma entrevista em 2021, Moore afirmou que não há planos para uma sequência de Wolfwalkers, assim como seus filmes anteriores O Segredo de Kells e Canção do Mar, não têm sequências.